# Räpina
Räpina (võro: Räpinä; tysk: Rappin) er en by i det sydøstlige Estland. Byen ligger ved floden Võhandu ca. 5 kilometer fra Peipus-søen og har et indbyggertal på 2.126 (2024) indbyggere. Den er hovedby i Räpina kommune.